# Raue Windelschnecke
Die Raue Windelschnecke (Columella aspera) ist eine Schneckenart der Familie der Windelschnecken (Vertinigidae) aus der Unterordnung der Landlungenschnecken (Stylommatophora).

## Merkmale
Das Gehäuse der Rauen Windelschnecke ist 2,0 bis 2,5 mm hoch und 1,3 bis 1,4 mm breit. Es besitzt bis sechs stark gewölbte Windungen, die durch eine tiefe Naht voneinander abgesetzt werden. Das Gehäuse ist dunkel graubraun oder hornbraun. Die Oberfläche des Gehäuses ist matt und weist vergleichsweise regelmäßige Anwachsstreifen auf. Die Mündung ist breit elliptisch gerundet, oben fast gerade abgeflacht und dadurch nur etwas breiter als hoch. Der Mündungsrand ist einfach und dünn. Nur im Spindelbereich ist er umgebogen und der nadelförmige Nabel ist dadurch fast völlig überdeckt.

## Ähnliche Arten
Das Gehäuse der Rauen Windelschnecke ähnelt dem der Zahnlosen Windelschnecke (Columella edentula). Es ist etwas niedriger und dafür etwas breiter. Die Oberfläche weist kräftigere und regelmäßigere Anwachsstreifen auf. Die Oberfläche glänzt weniger stark und ist gewöhnlich dunkler gefärbt. Die Mündung ist etwas höher im Verhältnis zur Breite. Die Unterscheidung der beiden Arten kann im Einzelfall aber schwierig sein. Die Raue Windelschnecke bevorzugt etwas trockenere Standorte als die Zahnlose Windelschnecke.

## Geographische Verbreitung und Lebensraum
Die Raue Windelschnecke hat wahrscheinlich eine paläarktische Verbreitung. Aufgrund der bis 1966 Nichtunterscheidung von Zahnloser Windelschnecke (Columella edentula) und Rauer Windelschnecke (Columella aspera) ist das genaue Verbreitungsbild jedoch nur unvollständig bekannt. Sie kommt von Spanien und den Britischen Inseln im Westen bis nach Sibirien (Baikalsee) vor. Sie fehlt im nördlichsten Skandinavien, und aus Italien gibt es bisher nur Nachweise von der Insel Elba und Sardinien. Sie kommt außerdem auf der Insel Madeira vor.
Die Raue Windelschnecke lebt in Laub- und Nadelwäldern, an Waldrändern, nicht kultivierten Wiesen an mehr trockenen Standorten mit eher kalkarmen, ja sauren Böden. Sie kommt auch im Gebirge vor.

## Lebensweise
Die Paarung und Eiablage der Rauen Windelschnecke findet in Polen an regnerischen Tagen bei Temperaturen von 17 bis 20 ° (selten auch höher) zwischen Juni und September statt. Die verhältnismäßig großen (0,7 bis 0,85 mm im Längsdurchmesser), ovalen und farblosen Eier mit nicht verkalkter Hülle werden an regnerischen Tagen einzeln auf die oberen, konkaven Seiten der Blätter von Moosen abgelegt. Häufig werden sogar Blätter nahe dem Stämmchen gewählt, die bei beginnender Trockenheit sich dicht an das Stämmchen anlegen und das Ei somit zwischen Blatt und Stämmchen einschließen. Insgesamt werden pro Individuum und Saison nur etwa 5 Eier produziert (allerdings unter Laborbedingungen). Die Jungtiere schlüpfen nach 20 bis 30 Tagen mit einem Gehäuse, das bereits 1,3 Windungen hat aus der Eihülle. Die Entwicklungsgeschwindigkeit ist stark temperaturabhängig; bei 21,5 °C 23 Tage Entwicklungszeit, bei 17,5 ° 29 bis 30 Tage Entwicklungszeit. Die Jungtiere wachsen nur langsam und überwintern als Halberwachsene. Im Frühjahr des folgenden Jahres werden sie geschlechtsreif und paaren sich. Allerdings wurden auch Individuen beobachtet, die noch ein zweites Mal vor Einsetzen der Geschlechtsreife überwinterten. Die geschlechtsreifen Tiere wachsen langsam weiter bis zur maximalen Lebensdauer von drei Jahren.

## Taxonomie
Das Taxon wurde erst 1966 von Henrik Waldén erstmals aus Schweden beschrieben. Sie war vorher immer unter der Zahnlosen Windelschnecke subsumiert. In der Folgezeit wurde sie auch in anderen Gebieten gefunden. Trotzdem ist das Verbreitungsgebiet der Art noch ziemlich unsicher. Es ist damit zu rechnen, dass sie noch in weiteren Gebieten gefunden wird.

## Gefährdung
Die Art ist in Deutschland nicht gefährdet.